# Katedrála Panny Marie Pomocné
Katedrála Panny Marie Pomocné (španělsky Catedral de Nuestra Señora de los Remedios či též Santa Iglesia Catedral de San Cristóbal de La Laguna) je katolická katedrála ve městě San Cristóbal de La Laguna v metropolitní oblasti Santa Cruz de Tenerife na ostrově Tenerife v Kanárských ostrovech.
Na roce 1511 stála na místě katedrály poustevna, která byla roku 1515 nahrazena větší svatyní, zasvěcenou Panně Marii Pomocné. Svatyně byla postavena v Mudejarském stylu a v roce 1618 k ní byla přistavěna věž.
Kostel byl povýšen na katedrálu v roce 1819, kdy vydáním buly papeže Pia VII. vznikla nová diecéze La Laguna.
Současná katedrála byla jako jedna z prvních budov ve Španělsku postavena z betonu, má tři hlavní lodě a chórový ochoz. Současná struktura byla postavena v letech 1904 a 1915 a je gotická.

## Kaple Panny Marie Candelárské
Oltář Panny Marie Candelárské byl původně zasvěcen Panně Milosrdenství. Socha Panny Marie Candelárské je replikou patronky Kanárských ostrovů, uctívané v bazilice v městě Candelaria. Tento obraz vytvořil místní sochař Faustino Álvarez Hernández a později jej restauroval sochař Ezequiel de León Domínguez. Vedle Panny Marie se nacházejí sochy kanárských světců svatého José de Anchieta a svatého Petra Josefa de Betancur. V kapli je také socha Krista Nazaretského, která pochází z Valencie a do města La Laguna dorazila v roce 1901, a socha Panny Marie Samoty z 18. století, dílo místního sochaře José Rodrígueze de la Oliva.

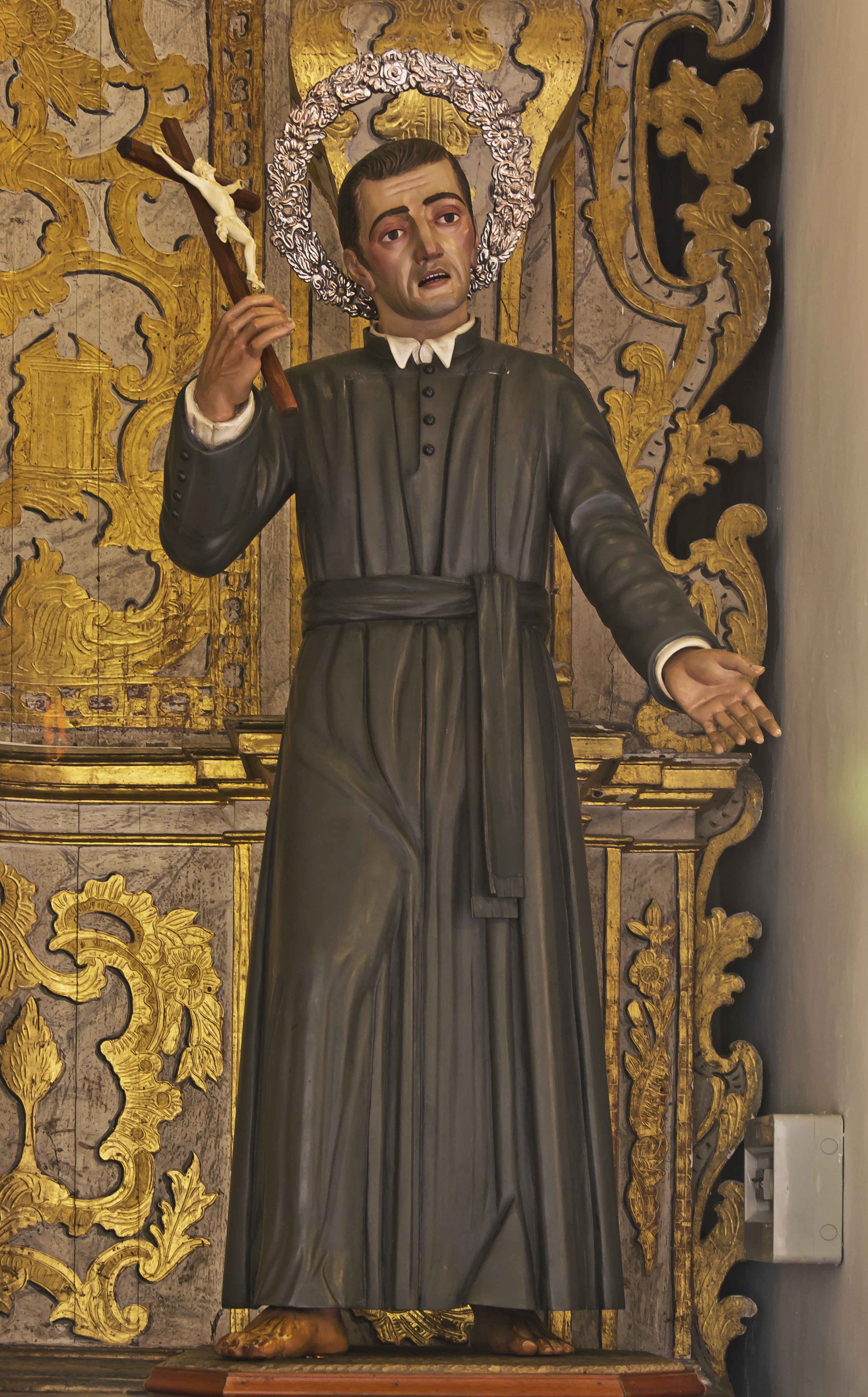
Svatý José de Anchieta
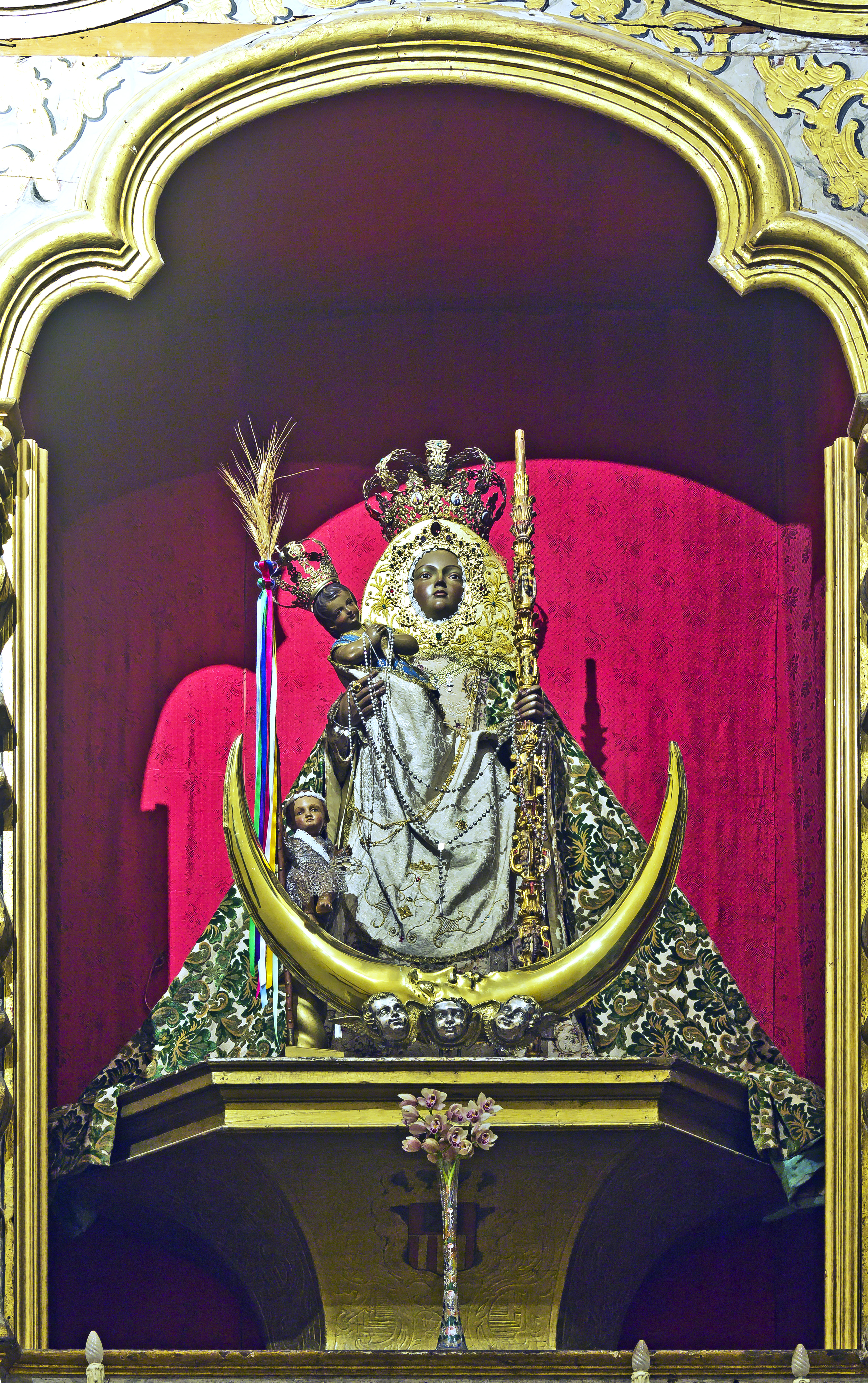
Panna Maria Candelárská
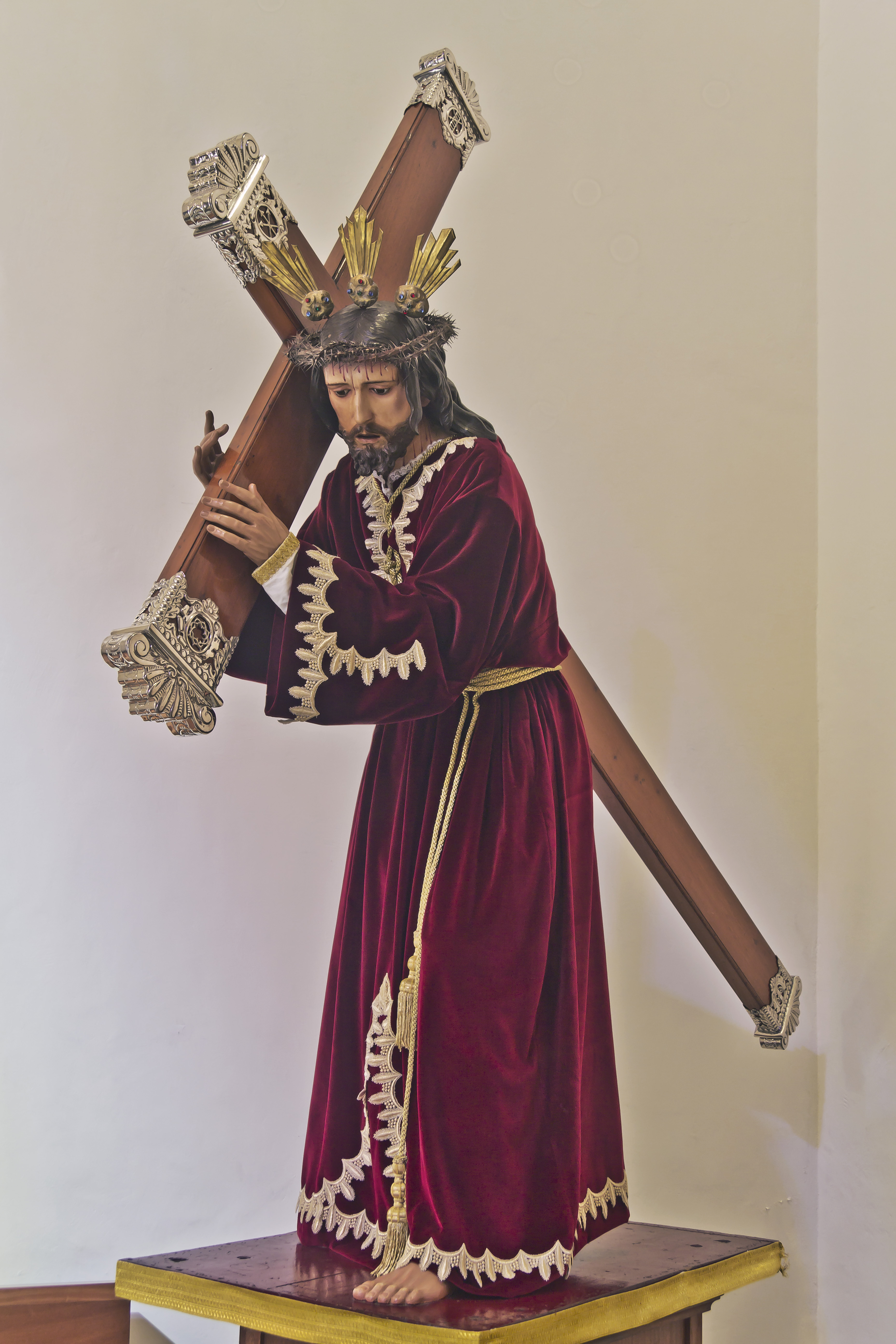
Kristus Nazaretský